# Arkas (Schiff)
Die Arkas (あるかす) war ein 1972 in Dienst gestelltes Fährschiff der japanischen Reederei Taiheiyō Ferry. Sie blieb bis 1987 in japanischen Gewässern im Einsatz und hatte anschließend eine mehr als zwanzig Jahre andauernde Dienstzeit im Mittelmeerraum unter verschiedenen Namen und Eignern. Nach seiner Ausmusterung im Januar 2011 ging das Schiff zum Abbruch ins indische Alang.

## Geschichte
Die Arkas entstand unter der Baunummer 240 in der Werft von Setoda Zōsen in Setoda  und lief im April 1972 vom Stapel. Nach der Ablieferung an Taiheiyō Ferry am 11. September 1972 nahm das Schiff im selben Monat den Fährdienst zwischen Nagoya, Sendai und Tomakomai auf. Schwesterschiff war die 1973 in Dienst gestellte Albireo.
Nachdem die Arkas seit 1984 nur noch Sendai und Tomakomai befahren hatte, wurde sie 1987 an die griechische Strintzis Lines in Piräus verkauft und in Ionian Galaxy umbenannt. Das Schiff wurde umgebaut und luxuriös ausgestattet, darunter eine Ladenpassage und zwei Swimming Pools. Für die Strintzis nahm sie 1988 den Dienst von Patras über Igoumenitsa und Korfu nach Ancona auf. Am 22. August 1991 wurde das Schiff in Patras bei einem Brand im Maschinenraum erheblich beschädigt, kehrte aber nach Reparaturen wieder in den Dienst zurück. Ab 1995 lief es zusätzlich zu Ancona auch Venedig an. Zwischen 1998 und 1999 war die Fähre an die General National Martime Transport Company in Libyen verchartert.
Im Jahr 2000 ging die Ionian Galaxy unter dem neuen Namen Blue Galaxy in den Besitz von Blue Star Ferries über, für die sie ab März 2001 die Strecke zwischen Patras und Brindisi befuhr. Nach nur wenigen Monaten im Dienst der Reederei wurde sie jedoch ab Juni 2001 als Çeşme 2 an die Turkish Marmara Lines verchartert und für den Dienst von Brindisi in die Türkei eingesetzt. Nach Auslaufen der Charter war das Schiff ab September 2001 aufgelegt.
Nach fast eineinhalb Jahren Liegezeit kam die nun in Merdif 2 umbenannte Fähre im Januar 2003 in den Besitz von Marco Shipping mit Sitz in Panama. Im selben Jahr erfolgte die Indienststellung im Fährdienst von Dubai in den Irak. Nach acht Jahren wurde das Schiff schließlich im Januar 2011 ausgemustert und zum Abbruch ins indische Alang verkauft. Dort traf die Merdif 2 am 1. Februar 2011 in der Abwrackwerft der Saumil Impex Pvt. Ltd. ein.